# Universitat Butler
La Universitat Butler (Butler University en anglès i oficialment) és una universitat privada situada a Indianapolis, Indiana als Estats Units d'Amèrica.

## Història
El 15 de gener de 1850, l'Assemblea general d'Indiana va acceptar la proposta d'Ovid Butler per fundar una nova universitat cristiana a Indianapolis. L'1 de novembre de 1855 va ser inaugurada com North Western Christian University a uns terrenys donats per Ovid Butler, que era membre dels deixebles de Crist. L'any 1877 la universitat va adoptar el nom de Butler en reconeixement del seu fundador.

## Esports
Butler competeix amb 17 equips a la 1a Divisió de la NCAA, a la gran conferència de l'est, (en anglès Big East Conference).